# Coenosia similis
Coenosia similis este o specie de muște din genul Coenosia, familia Muscidae, descrisă de Stein în anul 1914. Conform Catalogue of Life specia Coenosia similis nu are subspecii cunoscute.